# آواگویی
آواگویی (انگلیسی: glossolalia) نوعی رفتار گفتاری غیرمعمول است. آواگویی به پدیده‌ای گفته می‌شود که در آن فرد بدون آگاهی از زبان خاصی، واژه‌ها، آواها یا جملاتی بی‌معنا یا ناشناخته را بر زبان می‌آورد، به‌گونه‌ای که گاه برای دیگران شبیه به زبان واقعی یا خارجی جلوه می‌کند، اما در واقع ساختار مشخص زبانی ندارد. این پدیده اغلب در زمینه‌های دینی یا عرفانی به‌ویژه در آیین‌های برخی فرقه‌های مسیحی دیده می‌شود، جایی که گفته می‌شود فرد «به زبان ارواح» یا «زبان فرشتگان» سخن می‌گوید. برای توصیف این حالت، «سخن گفتن به زبان‌های نامعلوم»، (انگلیسی: Speaking in tongues) یا «بی‌خود سخن گفتن در حالت روحی» هم استفاده می‌شود.
واژه‌هایی که در این حالت بیان می‌شوند برای شنوندگان بیرونی نامفهوم هستند و با هیچ زبان شناخته‌شده‌ای تطابق ندارند. این گفتار معمولاً ساختار نحوی ندارد، ولی ساختار آوایی‌ای دارد که به زبان بومی گوینده نزدیک است. برای نمونه، یک گویندهٔ چینی طی آواگویی، طیفی از صداها را تولید می‌کند که با نمونهٔ انگلیسی آن متفاوت است. با این حال، کسی که به آواگویی دچار می‌شود، اغلب آن را نوعی بیان ارتباطی تلقی می‌کند.

## پیشینه
گرچه آواگویی می‌تواند در برخی اختلالات روانی مانند روان‌گسیختگی دیده شود، اما عمدتاً با زمینه‌های دینی همراه است. گمان می‌رود که پیشگوی معبد دلفی نیز از این پدیده بهره می‌برده است. این پدیده همچنین در میان اینویت‌ها، سامی‌های اسکاندیناوی، برخی فرهنگ‌های شمنی، و در آیین وودو نیز دیده می‌شود. در مسیحیت نیز، به‌ویژه در شاخه‌های جنبش پنطیکاستی و جنبش کاریزماتیک، نوعی آواگویی وجود دارد که با عنوان آواگویی مسیحی شناخته می‌شود.
نخستین پژوهش روان‌شناختی دربارهٔ آواگویی حدود سال ۱۹۰۰ توسط تئودور فلورنوا انجام شد که زبان‌های خیالی هلن اسمیت (یک غیب‌گوی اهل ژنو) را بررسی کرد. کتاب «سخن گفتن با زبان‌های بیگانه؛ از دیدگاه تاریخی و روانی» نوشتهٔ جورج بارتون کاتن در سال ۱۹۲۷ منتشر شد و تا سال‌ها اثری مرجع به‌شمار می‌رفت. کاتن بین آواگویی، روان‌گسیختگی و هیستری رابطه‌ای قائل بود.
رومن یاکوبسن، زبان‌شناس برجسته، پدیدهٔ آواگویی را در یک فرقه در روسیه بررسی کرد و تغییرات آوایی در فرمول‌های وردخوانی آنان را ثبت نمود.
اما دکتر جان پی. کیلدال، روان‌درمان‌گر، در کتابی در سال ۱۹۷۲ با عنوان «روان‌شناسی سخن گفتن به زبان‌های ناآشنا»، آواگویی را از زاویه‌ای متفاوت تحلیل کرد. او نتیجه گرفت که این پدیده الزماً نشانهٔ بیماری روانی نیست و گویندگان این‌گونه زبان‌ها حتی نسبت به گروه کنترل، سطح استرس کمتری داشتند. با این حال، او اشاره کرد که این افراد معمولاً نیاز بیشتری به وجود چهره‌های مقتدر دارند و بیشتر از دیگران، در زندگی خود بحران‌هایی را تجربه کرده‌اند.
نیکلاس اسپانوس (استاد روان‌شناسی و مدیر آزمایشگاه هیپنوتیزم تجربی در دانشگاه کارلتون) نیز در سال ۱۹۸۷ در مقاله‌ای با عنوان «آواگویی به‌عنوان رفتاری آموختنی» نشان داد که این پدیده لزوماً نیاز به حالت خلسه ندارد و می‌توان آن را یادگرفت.

## واکه‌های یونانی
از قرن دوم میلادی در امپراتوری روم، استفاده از هفت واکۀ یونانی در آیین‌های جادویی و مذهبی بسیار رایج بود. در کتابی با عنوان کتاب مقدس روح ناپیدای بزرگ، چندین سرود مذهبی حفظ شده که در آیین تعمید استفاده می‌شده‌اند و نیز فرمول‌هایی جادویی که بر پایهٔ این هفت واکه ساخته شده و هر کدام ۲۲ بار تکرار می‌شده‌اند. البته این متون به‌طور آگاهانه و هدفمند ساخته شده‌اند و محصول خلسه یا بی‌اختیاری نبوده‌اند.
برای نمونه، در همان کتاب چنین آمده است:
Iẽ Ieus ẽõ ou õua!
راستی، راستی!
Jesseus Mazareus Jessedekeus، آب زنده!
فرزندِ فرزند، نام پرشکوه!
راستی، راستی! او که هست!
iiii ẽẽẽẽ eeee oooo uuuu õõõõ aaaa!
راستی، راستی!
Ei aaaa õõõõ، او که هست، آن‌که دوران‌ها را می‌بیند!
راستی، راستی!
Aee ẽẽẽ iii uuuuuu õõõõõõõõõ، که جاودانه هست!
راستی، راستی!
Iẽa aiõ، در دل او که هست
Uaei eisaei eioei eiosei!
در مجموعهٔ پاپیروس‌های جادویی یونانی که در پاریس نگهداری می‌شود، به‌ویژه در متن معروف به آیین میترایی یا آیین جاودانگی، از همین واکه‌ها برای توصیف آیینی جادویی برای سفر روح به آسمان استفاده شده است. در یک فرمول عبری نیز برای اجرای جن‌گیری بر شخص تسخیرشده، چنین وردهایی به‌کار رفته‌اند. با این حال، تمام این متون، بر خلاف آواگویی، متون منطقی و از پیش تنظیم‌شده‌اند.

## در مسیحیت
در عهد جدید، زبان‌گویی به‌عنوان یکی از موهبت‌های روح‌القدس ذکر شده است. پولس رسول در اول قرنتیان ۱۴، هدف و شیوهٔ درست سخن گفتن به زبان‌های بیگانه را توضیح می‌دهد.
نمونهٔ معروف آن، در ماجرای پنطیکاست در اعمال رسولان ۲ آمده است، زمانی که شاگردان پس از دریافت روح‌القدس، به زبان‌هایی ناشناخته یا بیگانه سخن گفتند.
در دوران معاصر، دیدگاه‌های مسیحیان نسبت به این پدیده بسیار متفاوت است. برای مثال، در جنبش پنطیکاستی هنوز هم آن را موهبتی زنده و جاری از روح‌القدس می‌دانند. در حالی که در برخی دیگر از شاخه‌های مسیحیت، آواگویی را پدیده‌ای مشکوک یا حتی وابسته به شیطان تلقی می‌کنند که باید از آن پرهیز شود.